# Gwendolyn Garcia
Gwendolyn Fiel Garcia, detta Gwen (Cebu, 12 ottobre 1955), è una politica filippina. È governatrice della provincia di Cebu dal 2019, carica che ha già ricoperto dal 2004 al 2013.
Componente del clan politico dei Garcia, è stata anche membro della Camera dei rappresentanti, per il terzo distretto di Cebu, dal 2013 al 2019. Nel 2012 è stata sospesa dal suo incarico dal governo di Benigno Aquino III, accusata di abuso d'ufficio. Tuttavia ha negato le accuse nei suoi confronti, rifiutando di dimettersi, ed ha atteso la scadenza naturale del suo mandato nel 2013.